# Аллен Даллес
Аллен Велш Даллес (англ. Allen Welsh Dulles; нар. 7 квітня 1893, Вотертаун, Нью-Йорк — пом. 29 січня 1969, Вашингтон) — керівник резидентури Управління стратегічних служб у Берні під час Другої світової війни, директор ЦРУ (1953—1961).

## Біографія
Сім'я
Аллен Велш Даллес народився 7 квітня 1893 року в містечку Вотертаун, штат Нью-Йорк, у родині, багато представників якої займали важливі посади в американській дипломатичній службі. Дід по батьковій лінії був місіонером, довгий час провів в Індії. Його дід по материнській лінії, генерал Джон Вотсон Фостер — учасник громадянської війни, був Державним секретарем за президента Бенджаміна Гаррісона, пізніше був послом США в Мексиці, Росії та Іспанії. Чоловік його тітки, Роберт Лансінг, був Державним секретарем в адміністрації Вудро Вільсона. Старший брат Аллена Велша, Джон Фостер Даллес, згодом був призначений Державним секретарем за президента Дуайта Ейзенхауера. Мати виросла в Європі, батько здобув європейську освіту.
Дитинство
За спогадами Даллеса, він ріс в атмосфері сімейних сварок із приводу подій, що відбувалися у світі. 1901 року, коли Аллену було 8 років, під впливом суперечок між його дідом і татом щодо англо-бурської війни, виклав власні думки щодо цього на папері, де в рішучій формі виступив на боці «скривджених». Записки дитини були помічені дорослими і видані у вигляді брошури, яка стала «бестселером» у районі Вашингтона.
Кар'єра
1914 року закінчив Принстонський університет і вирушив у подорож. Працював шкільним учителем в Індії, потім у Китаї. Багато їздив Далеким Сходом. 1915 року повернувся в США і був прийнятий на дипломатичну службу. Обіймав різні посади в Європі — Відень (1916), Берн (1917), Берлін (1919), Константинополь (1920). За власним визнанням, робота мала більше розвідувальний характер, ніж дипломатичний. Брав участь у переговорах про закінчення Першої світової війни як член американської делегації. 1922 року став головою відділу Близького Сходу у Вашингтоні. Паралельно почав вивчати право в університеті Джорджа Вашингтона. 1926 року залишив дипломатичну службу та зайнявся адвокатською практикою, ставши співробітником адвокатської фірми «Салліван і Кромвель», в якій його старший брат займав одну з керівних посад. Його внесок полягав не стільки в його юридичних здібностях, скільки в знанні того, як працює державна машина, та вмінні пробивати інтереси своїх клієнтів. 1928 року складає іспит на адвокатську ліцензію.
Робота в законодавчій галузі приваблювала його менше, ніж дипломатія, і Даллес продовжував виконувати різні дипломатичні урядові доручення. 1927 року він провів шість місяців у Європі як юридичний радник Конференції з військово-морського озброєння в Женеві. Був американським делегатом на Конференції з продажу зброї. У 1932—1933 рр. представляв США в Лізі Націй на Конференції з роззброєння.
У 1930-ті роки в співавторстві з Хамільтон Фіш Армстронгом написав дві книги: «Чи можемо ми бути нейтральними?» (1936) і «Чи може Америка залишатися нейтральною?» (1939).
З початком війни настає різкий поворот у кар'єрі Даллеса. Він приходить на службу до щойно створеного Управління стратегічних служб (прообраз майбутнього ЦРУ), і з кінця 1942 року по 1945 рік очолює його розвідувальний центр у Берні. Робота центру була успішною, Даллес зміг отримати ряд цінних відомостей про нацистську Німеччину, в основному через Фріца Колбе, високопоставленого німецького дипломата-антифашиста. 1945 року Даллес зіграв важливу роль у переговорах, що привели до капітуляції німецької армії в Північній Італії.
Із закінченням війни Управління стратегічних служб було розформовано, і 1947 року його творець, Вільям Донован, домагається від президента Трумена створення нового розвідувального органу, ЦРУ, що підпорядковується безпосередньо президентові та проводить як відкриту розвідувальну діяльність, так і таємні операції. 1950 року Даллес призначається заступником директора з планування, стаючи відповідальним за таємні операції ЦРУ. 1951 року він друга за значущістю людина в організації.
Наступний президент США, Дуайт Ейзенхауер, призначає Даллеса головою ЦРУ, той, своєю чергою, на посаді залишається з 1953 по 1961 роки. Саме Даллес створив цю організацію в тому вигляді, як ми її знаємо сьогодні, визначивши стиль її роботи та місце в системі розвідувальних служб США. Під час його керівництва ЦРУ займалося як збиранням та аналізом секретної інформації, так і прихованими операціями. Найвідомішими успіхами ЦРУ в галузі розвідки під керівництвом Даллеса вважається програма літаків-шпигунів U-2 і підключення до телефонної мережі Східного Берліна через тунель під Берлінським муром.
Що стосується секретних операцій, то тут у ЦРУ перемоги чергувалися з провалами. До числа успішних операцій ЦРУ варто віднести усунення від влади прем'єр-міністра Ірану Мохаммеда Мосаддика 1953 року, відсторонення президента Гватемали Хакобо Арбенса Гусмана 1954 року. Після невдалої спроби вторгнення на Кубу в 1961 році, Даллес змушений був піти у відставку з поста голови ЦРУ. Сам Даллес згодом покладав провину в провалі вторгнення на президента, стверджуючи, що Кеннеді не виділив достатньо сил на проведення операції.
1963 року Даллес востаннє повернувся до державної діяльності, ставши членом комісії, що розслідувала вбивство Кеннеді.
На пенсії Даллес написав кілька книг зі спогадами про свою дипломатичну та розвідувальну службу. Він був частим учасником телевізійних програм, присвячених питанням зовнішньої політики.
1969 року Даллес помер від запалення легенів. Похований на кладовищі Балтимора. Його дружина, уроджена Марта Кловер Тодд, з якою він одружився 1920 року, пережила його на 5 років. У пари було троє дітей.

## Операція Санрайз (1945)
Аллен Даллес став відомий у СРСР після того, як став одним із другорядних героїв культового серіалу «Сімнадцять миттєвостей весни». За сюжетом фільму, вищі німецькі чини входять у контакт із Даллесом і ведуть з ним таємні переговори з метою укладення сепаратного миру, при цьому Даллес діє за спиною президента Рузвельта. Розвідник Штірліц розкриває змову і зриває продовження переговорів, повідомляючи про змовників німецькій владі та інформуючи Москву про подробиці переговорів. Сюжет заснований на реальних подіях: у березні-квітні 1945 року Даллес дійсно вів таємні переговори з командувачем силами СС в Італії генералом Вольфом, але, вони велися з відома керівництва та обмежувалися питанням здачі угруповання військ у Північній Італії. Союзники коротко інформували Сталіна про переговори, радянські керівники також знали про них через своїх розвідників (серед них Кім Філбі та Рудольф Расслер). Виникнув різкий обмін телеграмами між Сталіним і Рузвельтом. Сталін зажадав допустити представників СРСР на наступні зустрічі, але не зміг цього добитися. Німецькі угруповання військ в Італії капітулювали 29 квітня 1945 року.

## «План Даллеса»
Починаючи з 1990-х років у радянських ЗМІ іноді згадується так званий «План Даллеса» — текст російською мовою, що викладає загальні принципи підпорядкування СРСР через ідеологічне розбещення населення, дуже відвертий за формулюваннями. За однією версією, ця доповідь було виголошена Даллесом у Конгресі США в 1945 році, за іншою — це уривок з його книги, опублікованої чи то 1945, то 1953 року. Текст «Плану» входить до уривка з роману Анатолія Іванова «Вічний поклик» у редакції 1981 року (у романі його розповідає один із негативних героїв — колишній білогвардієць на службі в нацистів). У вигляді, цитованому прихильниками його справжності, «План Даллеса» російською мовою ніде не був опублікований у документалістиці. Натомість англійський оригінал цього тексту ніколи не був представлений не тільки громадськості, але й експертам.
Іноді «Планом Даллеса» називають меморандум 20/1 СНБ США від 18 серпня 1948 року, що являє собою підготовлений за запитом міністра оборони Джеймса Форрестола аналітичний документ про довгострокові цілі політики США щодо СРСР. Однак цей меморандум, бувши справжнім, не має відношення ні до Даллеса, ні до ЦРУ, ані до того тексту, який має в Росії назву як «план Даллеса».